# Liên Trọng Ngộ
Liên Trọng Ngộ (giản thể: 连重遇; phồn thể: 連重遇; bính âm: Lián Chóngyù, ?-14 tháng 2 năm 945) là một nhân vật quân sự của nước Mân thời Ngũ Đại Thập Quốc, từng chủ mưu sát hại Khang Tông Vương Kế Bằng rồi Cảnh Tông Vương Diên Hy.
Liên Trọng Ngộ là người Quang Sơn. Trong thời gian trị vì của Huệ Tông Vương Diên Quân, người này tập hợp những binh sĩ thân tín của Thái Tổ Vương Thẩm Tri thành hai đội quân là Củng thần đô và Khống hạc đô. Vương Diên Quân bị sát hại trong một chính biến vào năm 935, kế vị là Vương Kế Bằng (Vương Sưởng). Vương Sưởng lại mộ 2.000 tráng sĩ để lập ra đội quân phúc tâm, có hiệu là Thần Vệ (宸衛) đô, lộc thưởng đều nhiều hơn so với hai đội quân kia. Vương Sưởng cũng thường hà hiếp hai quân sứ là Chu Văn Tiến và Liên Trọng Ngộ. Có người nói rằng binh sĩ Củng Thần và Khống hạc oán và muốn làm loạn, do vậy Vương Sưởng định phân họ đến đồn trú tại Chương châu và Tuyền châu, khiến họ càng thêm giận dữ.
Ngày Ất Tị (6) tháng 7 năm Kỉ Hợi (24 tháng 7 năm 939), Bắc cung của Mân bị hỏa hoạn thiêu hủy. Sau sự kiện, không bắt được kẻ phá hoại, Vương Sưởng mệnh Liên Trọng Ngộ đưa binh trong ngoài doanh đi quét dọn tro tàn, mỗi ngày có đến vạn người phải lao dịch, sĩ tốt hết sức khổ sở. Vương Sưởng nghi ngờ Liên Trọng Ngộ là người mưu phóng hỏa và dự định diệt trừ người này, Nội học sĩ Trần Đàm (陳郯) bí mật thông báo sự việc cho Liên Trọng Ngộ. Đêm ngày Tân Tị (12) tháng 7 nhuận (29 tháng 8), Liên Trọng Ngộ dẫn theo binh sĩ Củng thần và Khống hạc tấn công vào Trường Xuân cung (長春宮) do Vương Sưởng đang ở đó, cho người đến nghênh Hoàng thúc Vương Diên Hy làm hoàng đế. Vương Sưởng bị bắt trong lúc chạy trốn và bị giết. Khi đó Liên Trọng Ngộ bắt giữ được Thái Thủ Mông (蔡守蒙), người này nhiều lần bán chức quan dưới thời Vương Sưởng nên bị xử trảm.
Củng thần đô chỉ huy sứ Chu Văn Tiến, Các môn sứ Liên Trọng Ngộ do khi trước sát hại Vương Kế Bằng nên thường lo sợ cho tính mạng của bản thân, họ sử dụng việc kết hôn để củng cố quyền lực. Họ càng trở nên lo sợ khi Vương Diên Hy trong khi say rượu đã giết đồng đảng của họ là Khống hạc chỉ huy sứ Ngụy Tòng Lãng (魏從朗). Vương Diên Hy từng uống rượu rồi ngâm thơ của Bạch Cư Dị "duy hữu nhân tâm tương đối gian, chỉ xích chi tình bất năng liệu", khi đó hai người cũng có mặt. Hai người khóc lóc và vái lậy Vương Diên Hy nhiều lần, nói rằng sẽ trung thành, song Vương Diên Hy không đáp lại, khiến họ rất sợ hãi.
Trong khi đó, Lý hậu đố kỵ Thượng hiền phi do hiền phi được Vương Diên Hy sủng ái, Hoàng hậu muốn giết Vương Diên Hy để nhi tử của bà là Vương Á Trừng kế vị, vì thế sai người nói với Chu Văn Tiến và Liên Trọng Ngộ rằng Vương Hy nghi ngờ họ. Khi đó hậu phụ Lý Chân có bệnh, ngày Ất Dậu tháng (13) 3 năm Giáp Thìn (8 tháng 4 năm 944), Vương Hy đến phủ đệ của Lý Chân để thăm hỏi. Chu Văn Tiến và Liên Trọng Ngộ sai Củng thần mã bộ sứ Tiền Đạt (錢達) ám sát Vương Hy ngay trên ngựa. Họ triệu tập bá quân đến triều đường, tuyên bố rằng Mân Thái Tổ Vương Thẩm Tri lập Mân quốc song tử tôn dâm ngược hoang trụy, rằng Trời chán ghét Vương thị, nên đổi sang chọn người có đức để lập làm vua.
Quần thần chẳng ai dám có lời, Liên Trọng Ngộ liền suy Chu Văn Tiến thăng điện, khoác cổn miện, suất quần thần bái nhiều lần và xưng thần. Chu Văn Tiến cho Liên Trọng Ngộ đứng đầu lục quân.
Một thành viên của hoàng tộc Mân là Vương Diên Chính sau đó cho quân tiến công Phúc châu. Ngày Đinh Dậu (29) tháng 12 nhuận cùng năm (14 tháng 2 năm 945), Phúc châu nam lang thừa chỉ Lâm Nhân Hàn (林仁翰) tiến hành binh biến, đem 30 người đến phủ đệ của Liên Trọng Ngộ. Quân của Liên Trọng Ngộ thấy thế thì chạy trốn. Lâm Nhân Hàn cầm cây trượng dài đâm thẳng vào Liên Trọng Ngộ, sau đó cắt lấy thủ cấp để thị chúng, nói rằng Vương Diên Chính sắp đến và cần bắt Chu Văn Tiến để chuộc tội, dân chúng theo Lâm Nhân Hàn. Lâm Nhân Hàn giết Chu Văn Tiến rồi mở cổng thành Phúc châu nghênh Ngô Thành Nghĩa nhập thành, đem thủ cấp của Trọng Ngộ và Văn Tiến đến Kiến châu dâng Vương Diên Chính.